# Laws of Attraction
Laws of Attraction (Brasil: Leis da Atração / Portugal: As Leis da Atração) é um filme alemão, britânico e irlandês de 2004, do gênero comédia romântica, dirigido por Peter Howitt, baseado em uma história de Aline Brosh McKenna e roteiro de Robert Harling e McKenna. É estrelado por Pierce Brosnan e Julianne Moore.

## Sinopse
Os grandes advogados de divórcio Audrey Woods (Julianne Moore) e Daniel Rafferty (Pierce Brosnan) viram o amor dar errado em muitos cenários - então, quão boas poderiam ser suas próprias chances? Como dois dos principais advogados de divórcio em Nova York, Audrey e Daniel são um estudo de opostos. Ela pratica direito estritamente pelo livro; ele parece ganhar pela personalidade, ou pela "teatralidade barata", como Audrey diz em uma cena.
Logo os dois advogados se enfrentam em vários casos de divórcio de alto nível, incluindo uma desagradável divisão pública entre o astro do rock Thorne Jamison (Michael Sheen) e sua esposa, a estilista Serena (Parker Posey). O acordo depende de um castelo irlandês, Caisleán Cloiche, ou "Rock Castle", que cada cônjuge deseja. Audrey e Daniel viajam para a Irlanda para perseguir depoimentos, e ambos ficam no castelo. Embora Audrey, pelo menos, relute em reconhecer sua atração mútua, eles se vêem participando de um festival irlandês romântico juntos. Depois de uma noite de comemoração, eles acordam na manhã seguinte e descobrem que se casaram. Audrey está chocada, apesar de Daniel ter o casamento aparente em seu ritmo.
A dupla volta a Nova York e encontra notícias de seu casamento impressas na página 6 do New York Post no dia seguinte. Audrey sugere que os dois mantenham a aparência de um casamento pelo bem de suas carreiras, e Daniel se muda para o quarto de hóspedes do apartamento de Audrey. Embora, no tribunal, eles continuem a combater o caso de divórcio de alto nível dos Jamisons com o gosto que sempre demonstraram, em casa, eles se estabelecem juntos na vida doméstica. Ao descartar o lixo um dia, Daniel acidentalmente descobre algumas informações confidenciais sobre o cliente de Audrey, Thorne Jamison, que ele revela nos procedimentos judiciais do dia seguinte. Audrey se sente traída e pede um divórcio, que Daniel concorda em dar, citando seu amor por ela.
Em seguida, seus clientes famosos retornam ao castelo na Irlanda, mesmo que não possam estar lá por causa da divisão pendente de ativos. A juíza Abramovitz (Nora Dunn) envia seus respectivos conselheiros à Irlanda para informá-los disso, mas na chegada eles descobrem que o casal de celebridades se reuniu no aniversário de seu casamento. Audrey e Daniel então descobrem que o "padre" que realizou sua própria cerimônia de casamento é de fato o mordomo dos Jamisons, e os "casamentos" que ele presidiu no festival eram simplesmente celebrações românticas.
Daniel retorna imediatamente para Nova York, sozinho, mas com Audrey rapidamente, quando ela percebe que se apaixonou por ele. Confrontando-o no supermercado abaixo do escritório de Daniel em Chinatown, Audrey pergunta a Daniel se ele está disposto a lutar para salvar o relacionamento deles. Nas cenas finais românticas, o casal se casa em uma cerimônia privada nos aposentos da juíza Abramovitz, com a mãe de Audrey como única testemunha.

## Elenco
- Pierce Brosnan como Daniel Rafferty
- Julianne Moore como Audrey Woods
- Parker Posey como Serena Jamison
- Michael Sheen como Thorne Jamison
- Frances Fisher como Sara Miller
- Nora Dunn como juíza Abramovitz
- Mike Doyle como Michael Rawson
- Allan Houston como Adamo Shandela
- Johnny Myers como Ashton Phelps
- Heather Ann Nurnberg como Leslie
- Brette Taylor como Mary Harrison
- Sara Gilbert como assistente de Gary Gadget

## Produção
Inicialmente o filme seria dirigido por Michael Caton-Jones, que abandonou o projeto devido a diferenças criativas com os produtores.
Apesar de interpretar a mãe de Julianne Moore no filme, Frances Fisher tem apenas 8 anos a mais que ela.

## Recepção
Laws of Attraction recebeu críticas geralmente negativas dos críticos, pois detém uma classificação de 18% no Rotten Tomatoes, onde o site chama o filme de "uma cópia agradável e esquecível de Adam's Rib". Em Metacritic, o filme possui uma classificação de 38/100, indicando críticas "geralmente desfavoráveis".
O filme estreou no 5º lugar nas bilheterias dos EUA no fim de semana de 30 de abril de 2004, arrecadando US$6,728,905 em seu primeiro fim de semana de estreia.

## Mídia doméstica
Foi lançado em DVD em 27 de setembro de 2005 pela New Line Home Entertainment.